# Ladjo
Ladjo är en hög samisk kvinnomössa som tidigare användes i Finnmarken och finska Lappland. Den hålls upprätt av en urholkad trästomme som är klädd med tyg och kallas också hornmössa. Mössan fördömdes på 1850-talet av læstadianerna som såg den som djävulens horn och gick därefter mer eller mindre ur bruk.

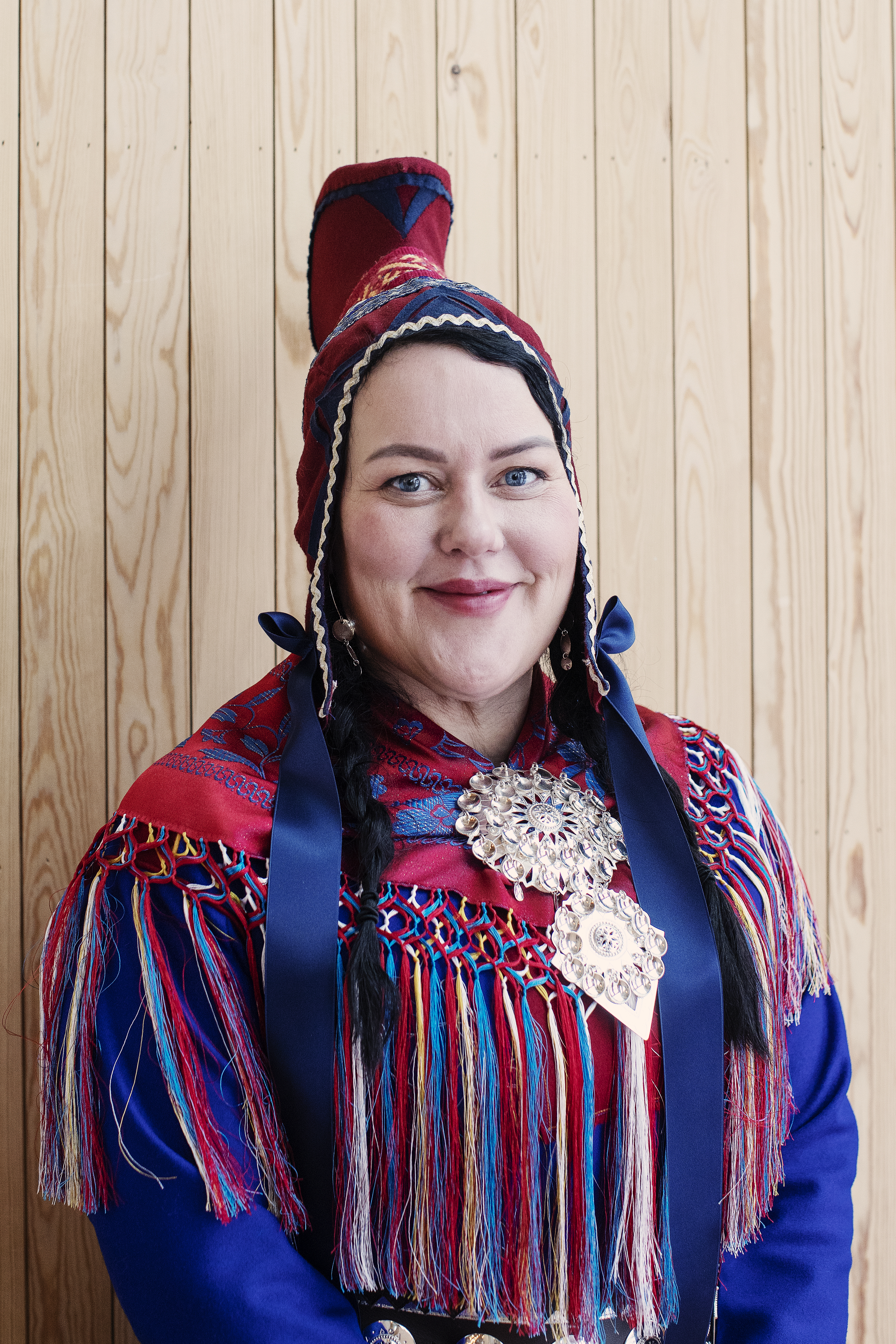
Den samisk politikern Silje Karine Muotka med ladjo.

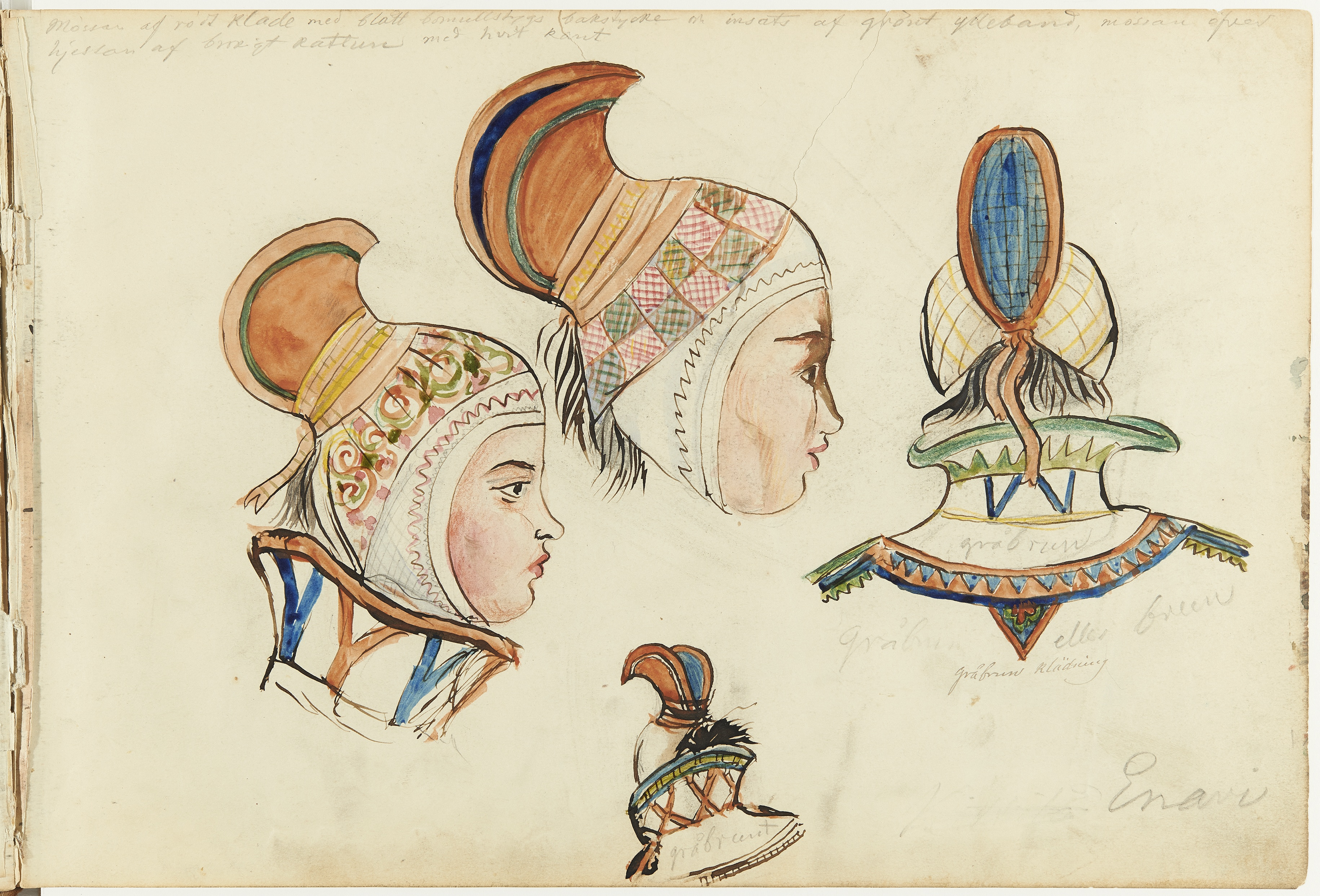
Hornmössor från Enare i Finland. Skiss av Carl Erik Soldan cirka 1950.

Ordet ladjo betyder inte trästommen, som heter på nordsamiska fierra. Ladjo betyder bare själva mössan. På finska kallas mössan sarvilakki  eller kuumukka[källa behövs]. Den påminner om en frygisk mössa, är klädd med tyg och dekorerad med band och knypplingar. Mössan är fin, men tung och något opraktisk då den lätt fastnar i grenar under slädfärden. Trästommen, som var av björk eller furu, skulle snidas av kvinnan själv och kläs med skinn och tyg. 
Den var ihålig och hade plats för kvinnans smycken när hon var på resa. Håret satte hon upp i en valk som trycktes in i mössan innan den knöts fast.